# 周志畏
周志畏（1616年—1645年），字一畏、仰威，號西鷺，又號雪松，浙江鄞縣（今屬寧波市）人。明末官員。

## 生平
周天覺之孫。崇禎十五年（1642年）壬午科浙江鄉試第六十名舉人，崇禎十六年（1643年）聯捷癸未科三甲進士。弘光朝，任直隸揚州府江都縣知縣。其年少好氣，數次遭到總兵官高杰將士羞辱，自求解職。史可法命前梓潼知縣羅伏龍代職，讓他入幕府贊畫軍務，与王纘爵、羅伏龍等分門拒守。三日後清軍破揚州，周志畏、羅伏龍皆死難。。乾隆四十一年赐謚烈愍。

## 後代
子周斯盛，字屺公，一字鐵珊，學者稱證山先生，順治十八年（1661年）進士，官至山東即墨縣知縣。